# Brønshøj BK

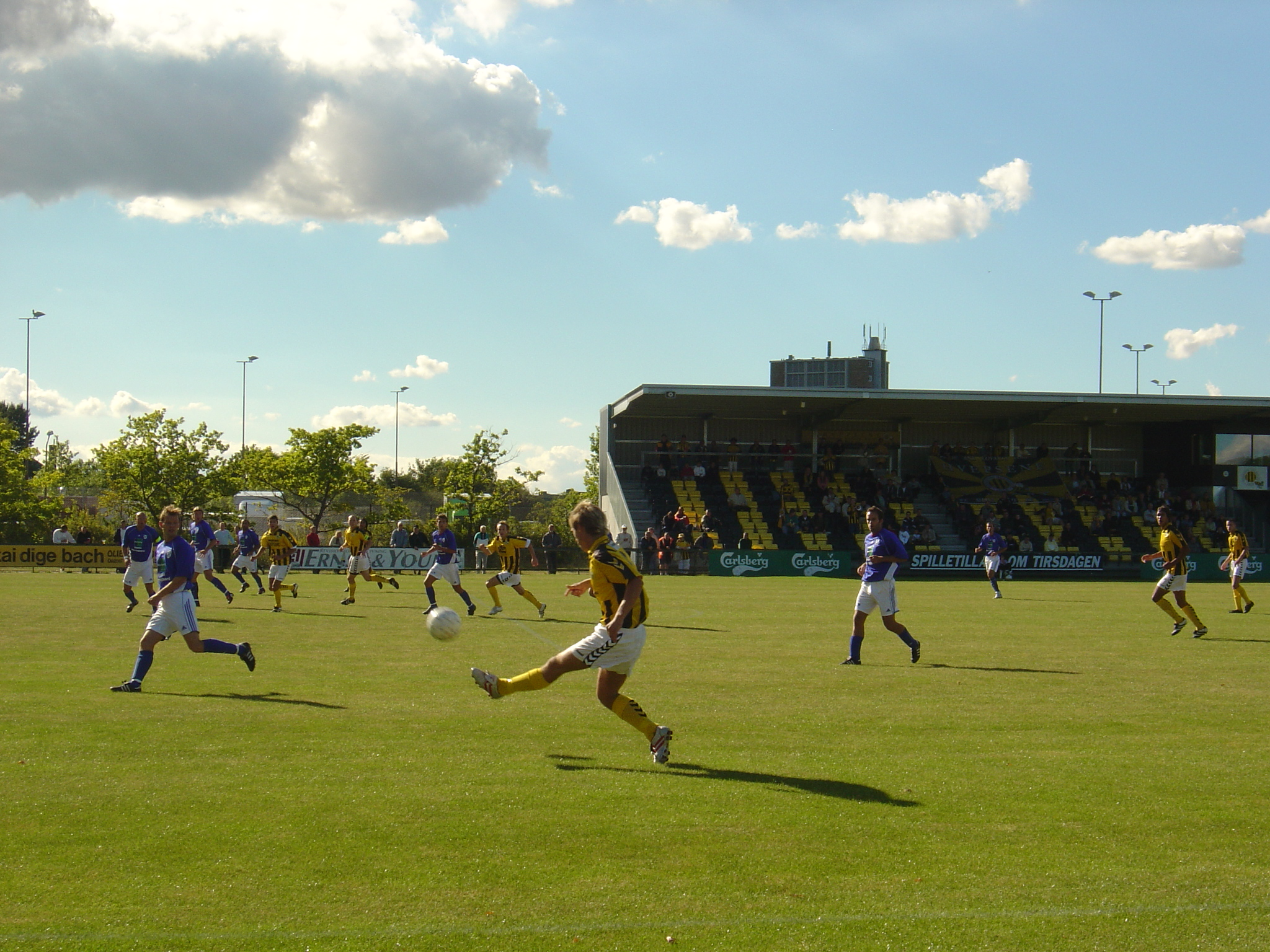
Brønshøj Boldklub - Fremad Amager, 2005.

Brønshøj BK is een Deense voetbalclub uit Brønshøj, een stadswijk van de Deense hoofdstad Kopenhagen. De club is opgericht in 1919 en speelt in de amateurreeksen.

## Geschiedenis
De club werd in 1919 opgericht. In 1961 promoveerde de club naar de hoogste klasse van Denemarken. Brønshøj werd zesde op twaalf clubs, maar had slechts één punt voorsprong op de laatste in het klassement. Het volgende seizoen behaalde de club evenveel punten, maar werd nu tiende. In 1964 werd de club laatste met acht punten. De terugkeer in de hoogste klasse kwam er in 1970 met een zevende plaats, de klassering die het ook in 1971 behaalde. Ook deze keer eindigde de club in het derde seizoen eerste klasse op een degradatieplaats.
Dit keer duurde het tot 1983 alvorens de club kon terugkeren naar de hoogste klasse, die inmiddels was uitgebreid naar 16 clubs. Brønshøj werd twaalfde, en het volgende seizoen werd de club vijfde. Ook de volgende drie seizoenen werd een top tien plaats behaald. Na twee mindere seizoenen degradeerde de club in 1989. Hierna kon de club niet meer op het hoogste niveau terugkeren.
In 2010 lukte het de club om vanuit de derde klasse te promoveren naar de 1. division, de tweede klasse. Daar kwam het tot en met 2015 uit, toen ging het weer in de amateurklassen spelen.

## Erelijst
- Kampioen 2e klasse

1961
- Kampioen 3e klasse

1955/66, 2009/10

## Eindklasseringen
| Seizoen   | №  | Clubs | Divisie         | Duels | Winst | Gelijk | Verlies | Doelsaldo | Punten | Tsch |
| --------- | -- | ----- | --------------- | ----- | ----- | ------ | ------- | --------- | ------ | ---- |
| 1997–1998 | 4  | 16    | 2. division     | 30    | 12    | 11     | 7       | 70–56     | 47     |      |
| 1998–1999 | 16 | 16    | 1. division     | 30    | 5     | 3      | 22      | 41–79     | 18     |      |
| 1999–2000 | 4  | 16    | 2. division     | 30    | 17    | 4      | 9       | 76–50     | 55     |      |
| 2000–2001 | 9  | 16    | 1. division     | 30    | 13    | 2      | 15      | 54–57     | 41     |      |
| 2001–2002 | 13 | 16    | 1. division     | 30    | 7     | 7      | 16      | 42–63     | 28     |      |
| 2002–2003 | 10 | 16    | 1. division     | 30    | 11    | 6      | 13      | 48–53     | 39     |      |
| 2003–2004 | 14 | 16    | 1. division     | 30    | 6     | 6      | 18      | 43–77     | 24     |      |
| 2004–2005 | 12 | 16    | 1. division     | 30    | 8     | 7      | 15      | 48–65     | 31     |      |
| 2005–2006 | 16 | 16    | 1. division     | 30    | 1     | 8      | 21      | 28–80     | 11     |      |
| 2006–2007 | 11 | 14    | 2. division øst | 26    | 6     | 7      | 13      | 44–56     | 25     |      |
| 2007–2008 | 3  | 16    | 2. division øst | 30    | 19    | 3      | 8       | 61–45     | 60     |      |
| 2008–2009 | 3  | 16    | 2. division øst | 30    | 16    | 8      | 6       | 62–37     | 56     |      |
| 2009–2010 | 1  | 16    | 2. division øst | 30    | 18    | 7      | 5       | 47–27     | 61     | 431  |
| 2010–2011 | 5  | 16    | 1. division     | 30    | 13    | 7      | 10      | 38–38     | 46     | 761  |
| 2011–2012 | 5  | 14    | 1. division     | 26    | 10    | 10     | 6       | 35–34     | 40     | 678  |
| 2012–2013 | 8  | 12    | 1. division     | 33    | 12    | 9      | 12      | 41–36     | 39     | 714  |
| 2013–2014 | 4  | 12    | 1. division     | 33    | 16    | 5      | 12      | 47–39     | 53     | 794  |
| 2014–2015 | 12 | 12    | 1. division     | 33    | 3     | 14     | 16      | 20–47     | 23     | 684  |

## Bekende (oud-)spelers
- Bent Christensen
- Per Røntved